# Kuniharu Nakamoto
Pour les articles homonymes, voir Nakamoto.
Kuniharu Nakamoto (中本 邦治, Nakamoto Kuniharu) est un footballeur japonais né le 29 octobre 1959 dans la préfecture de Hiroshima au Japon.